# GRAIN (organisation)
Pour les articles homonymes, voir Grain.
GRAIN est une petite organisation internationale sans but lucratif  ayant pour objectif d'aider les paysans dans leurs luttes pour créer et maintenir des systèmes de production alimentaire contrôlés localement et respectant la biodiversité.
Les activités de GRAIN remontent au début des années 1980, lorsque des militants un peu partout dans le monde commencèrent à attirer l'attention sur la perte dramatique de diversité génétique des plantes cultivées.
Le réseau de ces militants s'élargit jusqu'à ce qu'en 1990, GRAIN soit légalement fondé en tant qu'organisation indépendante, ayant son siège social à Barcelone.
Au milieu des années 1990, GRAIN comprend qu'il doit se coordonner davantage avec les alternatives locales développées dans les pays du Sud, reposant sur le développement de  cultures traditionnelles et refusant les « solutions » obtenues en laboratoire, et qui n'avaient fait qu'augmenter les difficultés des agriculteurs. Modifiant radicalement son organisation, GRAIN a alors développé un programme de décentralisation et amené leurs partenaires du Sud à participer aux processus de décision.
En 2011, l'organisation a reçu le Right Livelihood Award pour « leur travail dans le monde entier pour protéger l'existence et les droits des communautés agricoles et pour dénoncer les achats massifs de terres des pays en voie de développement par des intérêts financiers étrangers. ».